# Gran Premio motociclistico d'Olanda 1956
Il Gran Premio motociclistico d'Olanda fu il secondo appuntamento del motomondiale 1956.
Si svolse sabato 30 giugno 1956 sul circuito di Assen, ed erano in programma tutte le classi in singolo oltre che i sidecar.
Essendosi svolto ancora nel mese di giugno fu orfano di molti piloti importanti che non avevano ancora finito di scontare la squalifica che la Federazione Internazionale di Motociclismo aveva comminato proprio in seguito ai fatti avvenuti durante l'edizione precedente di questo gran premio.
La 500 fu vinta dalla MV Agusta di John Surtees, la 350 da Bill Lomas con la Moto Guzzi, la 250 e la 125 da Carlo Ubbiali, in entrambi i casi su MV Agusta. Tra le motocarrozzette si impose l'equipaggio composto da Fritz Hillebrand e Manfred Grunwald su BMW.

## Classe 500
Furono 30 i piloti alla partenza e ne vennero classificati 11 al termine della prova. Tra i ritirati Ken Kavanagh (che portava in gara la Moto Guzzi 8 cilindri), Umberto Masetti, Bill Lomas e František Šťastný.

### Arrivati al traguardo
| Pos. | Pilota          | Moto      | Tempo      | Punti |
| ---- | --------------- | --------- | ---------- | ----- |
| 1    | John Surtees    | MV Agusta | 1h 34:05.1 | 8     |
| 2    | Walter Zeller   | BMW       | + 25.5     | 6     |
| 3    | Eddie Grant     | Norton    | + 1 giro   | 4     |
| 4    | Keith Bryen     | Norton    | + 1 giro   | 3     |
| 5    | Paul Fahey      | Matchless | + 1 giro   | 2     |
| 6    | Ernst Hiller    | BMW       | + 1 giro   | 1     |
| 7    | Gerald Robarts  | Norton    | + 1 giro   |       |
| 8    | Piet Bakker     | Norton    | + 1 giro   |       |
| 9    | Priem Rozenberg | BMW       | + 1 giro   |       |
| 10   | Frederick Cook  | Matchless | + 2 giri   |       |
| 11   | Casper Swart    | Norton    | + 3 giri   |       |

## Classe 350
30 piloti alla partenza, 19 al traguardo.

### Arrivati al traguardo (posizioni a punti)
| Pos. | Pilota         | Moto       | Tempo      | Punti |
| ---- | -------------- | ---------- | ---------- | ----- |
| 1    | Bill Lomas     | Moto Guzzi | 1h 11:21.8 | 8     |
| 2    | John Surtees   | MV Agusta  | + 13.6     | 6     |
| 3    | August Hobl    | DKW        | + 18.5     | 4     |
| 4    | Cecil Sandford | DKW        | + 25.2     | 3     |
| 5    | Ken Kavanagh   | Moto Guzzi | + 59.4     | 2     |
| 6    | Dickie Dale    | Moto Guzzi |            | 1     |

## Classe 250
11 piloti ritirati.

### Arrivati al traguardo (posizioni a punti)
| Pos. | Pilota            | Moto       | Tempo      | Punti |
| ---- | ----------------- | ---------- | ---------- | ----- |
| 1    | Carlo Ubbiali     | MV Agusta  | 1h 02:26.5 | 8     |
| 2    | Luigi Taveri      | MV Agusta  | + 22.6     | 6     |
| 3    | Enrico Lorenzetti | Moto Guzzi | + 1:59.0   | 4     |
| 4    | Roberto Colombo   | MV Agusta  | + 2:49.1   | 3     |
| 5    | Horst Kassner     | NSU        | + 1 giro   | 2     |
| 6    | Jiří Koštír       | ČZ         |            | 1     |

## Classe 125
22 piloti alla partenza, 15 al traguardo.

### Arrivati al traguardo (posizioni a punti)
| Pos. | Pilota           | Moto       | Tempo    | Punti |
| ---- | ---------------- | ---------- | -------- | ----- |
| 1    | Carlo Ubbiali    | MV Agusta  | 53:40.2  | 8     |
| 2    | Luigi Taveri     | MV Agusta  | + 16.1   | 6     |
| 3    | August Hobl      | DKW        | + 54.5   | 4     |
| 4    | Cecil Sandford   | FB Mondial | + 1:10.1 | 3     |
| 5    | Karl Hofmann     | DKW        | + 2:14.1 | 2     |
| 6    | František Bartoš | ČZ         |          | 1     |

## Classe sidecar

### Arrivati al traguardo (posizioni a punti)
| Pos. | Pilota            | Passeggero         | Moto   | Tempo   | Punti |
| ---- | ----------------- | ------------------ | ------ | ------- | ----- |
| 1    | Fritz Hillebrand  | Manfred Grunwald   | BMW    | 54:46.5 | 8     |
| 2    | Wilhelm Noll      | Fritz Cron         | BMW    | + 6.4   | 6     |
| 3    | Cyril Smith       | Stanley Dibben     | Norton | + 27.9  | 4     |
| 4    | Bob Mitchell      | Eric Bliss         | Norton | + 48.5  | 3     |
| 5    | Florian Camathias | Maurice Büla       | BMW    | + 50.7  | 2     |
| 6    | Jacques Drion     | Inge Stoll-Laforge | BMW    |         | 1     |